# Rūjiena
Rūjiena è un comune della Lettonia appartenente alla regione storica della Livonia di 6.252 abitanti (dati 2009).

## Località
Il comune è stato istituito nel 2009 ed è formato dalle seguenti località:
- Rūjiena
- Ipiķi
- Jeri
- Lode
- Vilpulka